# Sender Brenner
Der Sender Brenner ist ein Füllsender und eine RAI-Infrastruktur. Diese Anlage bedient das Gebiet am Brennerpass bzw. rund um das Passdorf Brenner. Sie wird auch von der Rundfunk-Anstalt Südtirol mitbenutzt.
Aufgrund der Grenznähe zu Österreich sind die Programme auch in Österreich empfangbar. Aufgrund der ungünstigen Lage und der geringen Sendeleistung sind die Programme außer die der Flatschspitze/Zirogalm nicht weit über die Grenze empfangbar. Der Empfang geht in etwa bei den UKW-Sendern bis nach Gries am Brenner (größtenteils störungsfrei) und bis nach Brennerbad (wo auch der Sender Eisacktal das Gebiet abdeckt). Teilweise geht der Empfang überraschenderweise bis nach Nößlach (nicht störungsfrei). Bei den DVB-T Programmen geht der Empfang bis nach Lueg.

## Frequenzen und Programme

### Analoger Hörfunk (UKW)
Die Sender für die Programme der RAI und des Österreichischen Rundfunks werden von der RAI betreut, für alle anderen Sender ist die RAS zuständig:
| Frequenz (MHz) | Programm     | RDS PS            | RDS PI | Regionalisierung | ERP (kW) | Antennendiagramm rund (ND)/gerichtet (D) | Polarisation horizontal (H)/vertikal (V)/zirkular (Z) |
| -------------- | ------------ | ----------------- | ------ | ---------------- | -------- | ---------------------------------------- | ----------------------------------------------------- |
| 88,1           | Rai Radio 1  | __RAI___/_RADIO1_ | 5201   | Alto Adige       | 0,002    | ND                                       | H                                                     |
| 91,8           | Rai Radio 2  | __RAI___/_RADIO2_ | 5202   | –                | 0,002    | ND                                       | H                                                     |
| 93,6           | Rai Radio 3  | __RAI___/_RADIO3_ | 5203   | –                | 0,002    | ND                                       | H                                                     |
| 94,2           | Radio Tirol  | RAS_/_ORFTirol_   | AA0A   | –                | 0,1      | ND                                       | V                                                     |
| 95,9           | Rai Südtirol | S-BZ_RAI          | 5404   | –                | 0,002    | ND                                       | H                                                     |
| 99,8           | Hitradio Ö3  | RAS_OE_3          | A203   | –                | 0,1      | ND                                       | V                                                     |
| 103,3          | Rai Isoradio | ISORADIO          | 5209   | –                | 0,002    | ND                                       | H                                                     |
| 105,7          | Österreich 1 | RAS_OE_1          | A201   | –                | 0,1      | ND                                       | V                                                     |

### Analoger Hörfunk von der (Flatschspitze)
| Frequenz (MHz) | Programm               | RDS PS                        | RDS PI | Regionalisierung | ERP (kW) | Antennendiagramm rund (ND)/gerichtet (D) | Polarisation horizontal (H)/vertikal (V)/zirkular (Z) |
| -------------- | ---------------------- | ----------------------------- | ------ | ---------------- | -------- | ---------------------------------------- | ----------------------------------------------------- |
| 88,85          | Radio Dolomiti         | DOLOMITI                      | 5388   | –                | 2        | D                                        | V                                                     |
| 98,7           | Radio Maria            | R.MARIA_                      | 51CC   | –                | 0,3      | D                                        | V                                                     |
| 100,8          | Die Antenne            | __DIE___ ANTENNE_ SUDTIROL __ | 5F0B   | –                | 2        | D                                        | V                                                     |
| 102,2          | ERF Südtirol           | _E_R_F__                      | 5F54   | –                | 2        | ND                                       | V                                                     |
| 104,5          | NBC Rete Regione       | RETE_NBC/INFO_A22             | 5F5E   | –                | 4        | D                                        | V                                                     |
| 104,8          | Radio Maria Österreich | R.MARIA_/SUDTIROL             | A3DD   | –                | 2        | ND                                       | V                                                     |

### Analoger Hörfunk von der (Zirogalm)
| Frequenz (MHz) | Programm   | RDS PS           | RDS PI | Regionalisierung | ERP (kW) | Antennendiagramm rund (ND)/gerichtet (D) | Polarisation horizontal (H)/vertikal (V)/zirkular (Z) |
| -------------- | ---------- | ---------------- | ------ | ---------------- | -------- | ---------------------------------------- | ----------------------------------------------------- |
| 102,8          | Radio 2000 | Radio___/2000___ | 5F1F   | –                | 1,6      | D                                        | Z                                                     |
| 105,4          | Südtirol 1 | S-TIROL1         | 5F51   | –                | 1,5      | D                                        | H                                                     |

### Digitaler Hörfunk (DAB+)
Aktuell werden in den DAB-Blöcken (DAB+) 10B, 10C und 10D folgende Programme im Gleichwellenbetrieb mit anderen Sendern ausgestrahlt.
| Block        | Programme | ERP (in kW) | Polarisation horizontal (H)/vertikal (V) | Gleichwellennetz (SFN) |
| ------------ | --- | ----------- | ---------------------------------------- | --- |
| 10B RAS1-DAB | DAB-Block der Radioanstalt Südtirol: - Rai Radio 1 TAA - Rai Radio 2 TAA - Rai Radio 3 - Rai Südtirol - Bayern 3 - BR-Klassik - BR24 - Deutschlandfunk Kultur - Die Maus - Radio Swiss Classic - Radio Swiss Pop                                                                    | 0,017       | V                                        | - Südtirol: Aberstückl, Abtei, Antholz Mittertal, Barbian (Lajen), Brenner, Brixen (Plose), Eggental (Rauth), Enneberg, Franzensfeste (Mittewald), Freienfeld, Graun im Vinschgau, Grödnertal, Grödner Joch (Wolkenstein), Gsies, Hühnerspiel, Kardaun, Kastelruth, Kematen (Pfitscher Tal), Kronplatz, Kurzras, Lüsen (Oberhaus-Hof), Luttach, Mals, Melag (Pratzen), Meran (Mut), Meransen, Moos in Passeier, Mühlwald, Neumarkt (Laag), Obervinschgau, Pens (Hohe Scheibe), Pfelders (Passeiertal), Pfunders, Pragser Tal, Prettau, Proveis, Ratschings, Rein in Taufers, Ritten, Sarnthein, Schlinig, Seis (St. Konstantin), St. Gertraud, St. Leonhard in Passeier, St. Martin im Kofel, St. Pankraz, Sterzing (Rosskopf), Sulden, Toblach (Scheibeneck), Unser Frau in Schnals, Welschellen, Wengen - Trentino: Penegal, Paganella |
| 10C DABMEDIA | - Radio 2000 - 80 DAB - Radio Gherdëina Dolomites - Radio Edelweiss - Die Antenne - Radio Dolomiti - Radio Grüne Welle - Radio Sacra Famiglia - Radio Tirol (Südtirol) - Radio Maria Südtirol - Südtirol 1 - ERF Südtirol - StadtRadio Meran - Radio Holiday - Radio Italia Anni 60 | 0,017       | V                                        | - Südtirol: Aberstückl, Abtei, Antholz Mittertal, Barbian (Lajen), Brenner, Brixen (Plose), Enneberg, Franzensfeste (Mittewald), Freienfeld, Graun im Vinschgau, Grödnertal, Grödner Joch (Wolkenstein), Gsies, Hühnerspiel, Kardaun, Kastelruth, Kematen (Pfitscher Tal), Kronplatz, Kurzras, Lüsen (Oberhaus-Hof), Luttach, Mals, Melag (Pratzen), Meran (Mut), Meransen, Moos in Passeier, Mühlwald, Neumarkt, Obervinschgau, Pens (Hohe Scheibe), Pfelders (Passeiertal), Pfunders, Pragser Tal, Prettau, Proveis, Ratschings, Rein in Taufers, Ritten, Sarnthein, Schlinig, Seis (St. Konstantin), St. Gertraud, St. Leonhard in Passeier, St. Martin im Kofel, St. Pankraz, Sterzing (Rosskopf), Sulden, Toblach (Scheibeneck), Unser Frau in Schnals, Welschellen, Wengen - Trentino: Penegal, Paganella                          |
| 10D RAS2-DAB | DAB-Block der Radioanstalt Südtirol: - Ö1 - ORF Tirol - Ö3 - FM4 - Bayern 1 OBB - Bayern 2 - BR Heimat - Deutschlandfunk Nova - Radio Rumantsch - Rete Due - Radio Swiss Jazz | 0,017       | V                                        | - Südtirol: Aberstückl, Abtei, Antholz Mittertal, Barbian (Lajen), Brenner, Brixen (Plose), Eggental (Rauth), Enneberg, Franzensfeste (Mittewald), Freienfeld, Graun im Vinschgau, Grödnertal, Grödner Joch (Wolkenstein), Gsies, Hühnerspiel, Kardaun, Kastelruth, Kematen (Pfitscher Tal), Kronplatz, Kurzras, Lüsen (Oberhaus-Hof), Luttach, Mals, Melag (Pratzen), Meran (Mut), Meransen, Moos in Passeier, Mühlwald, Neumarkt (Laag), Obervinschgau, Pens (Hohe Scheibe), Pfelders (Passeiertal), Pfunders, Pragser Tal, Prettau, Proveis, Ratschings, Rein in Taufers, Ritten, Sarnthein, Schlinig, Seis (St. Konstantin), St. Gertraud, St. Leonhard in Passeier, St. Martin im Kofel, St. Pankraz, Sterzing (Rosskopf), Sulden, Toblach (Scheibeneck), Unser Frau in Schnals, Welschellen, Wengen - Trentino: Penegal, Paganella |

### Digitales Fernsehen (DVB-T2)
In DVB-T2 werden folgende Programme ausgestrahlt:
| Kanal | Sprache | Programm                      | ERP (max.) in kW | Polarisation horizontal (H)/vertikal (V) |
| ----- | ------- | ----------------------------- | ---------------- | ---------------------------------------- |
| 09    | Ita     | Rai 1                         | 0,07             | H                                        |
| 09    | Ita     | Rai 2                         | 0,07             | H                                        |
| 09    | Deu     | Rai 3 Südtirol                | 0,07             | H                                        |
| 09    | Ita     | Rai 3 TGR Trentino Alto Adige | 0,07             | H                                        |
| 09    | Ita     | Rai News 24                   | 0,07             | H                                        |
| 09    | Ita     | Rai Radio 1                   | 0,07             | H                                        |
| 09    | Ita     | Rai Radio 2                   | 0,07             | H                                        |
| 09    | Ita     | Rai Radio 3                   | 0,07             | H                                        |
| 09    | Deu     | Rai Südtirol+                 | 0,07             | H                                        |
| 21    | Deu     | RAS ZDF HD                    | 0,07             | H                                        |
| 21    | Deu     | RAS SRF1 HD                   | 0,07             | H                                        |
| 21    | Deu     | RAS SRF2 HD                   | 0,07             | H                                        |
| 28    | Deu     | RAS SRF1                      | 0,07             | H                                        |
| 28    | Deu     | RAS ORF2                      | 0,07             | H                                        |
| 28    | Deu     | RAS BR Fernsehen              | 0,07             | H                                        |
| 28    | Deu     | RAS arte                      | 0,07             | H                                        |
| 28    | Deu     | RAS KiKA                      | 0,07             | H                                        |
| 28    | Ita     | RAS RSI La1                   | 0,07             | H                                        |
| 35    | Deu     | RAS ORF1 HD                   | 0,07             | H                                        |
| 35    | Deu     | RAS ORF2 HD                   | 0,07             | H                                        |
| 35    | Deu     | RAS Das Erste HD              | 0,07             | H                                        |
| 54    | Deu     | RAS 3Sat                      | 0,07             | H                                        |
| 54    | Deu     | RAS Das Erste                 | 0,07             | H                                        |
| 54    | Deu     | RAS ZDF                       | 0,07             | H                                        |
| 54    | Deu     | RAS ORF 1                     | 0,07             | H                                        |
| 54    | Deu     | RAS ORF 2                     | 0,07             | H                                        |
| 54    | Deu     | RAS ORF III                   | 0,07             | H                                        |

## Fernsehen (PAL)
Bis zur Umstellung auf DVB-T 2008/2009 diente der Senderstandort weiterhin für analoges Fernsehen (PAL):
| Kanal | Frequenz (MHz) | Programm       | ERP (kW) | Sendediagramm rund (ND)/ gerichtet (D) | Polarisation horizontal (H)/ vertikal (V) |
| ----- | -------------- | -------------- | -------- | -------------------------------------- | ----------------------------------------- |
| F     | 192,25         | Rai 1          | 0,05     | D                                      | H                                         |
| 22    | 479,25         | Das Erste (BR) | 0,05     | D                                      | H                                         |
| 25    | 503,25         | Rai 3          | 0,05     | D                                      | H                                         |
| 31    | 551,25         | Rai 2          | 0,05     | D                                      | H                                         |
| 41    | 631,25         | Rai Südtirol   | 0,05     | D                                      | H                                         |
| 51    | 711,25         | ORF 1          | 0,05     | D                                      | H                                         |
| 55    | 743,25         | ZDF            | 0,05     | D                                      | H                                         |
| 65    | 823,25         | ORF 2 (Tirol)  | 0,05     | D                                      | H                                         |